# Gyrtona divitalis
Gyrtona divitalis là một loài bướm đêm trong họ Noctuidae.